# Кольцевое (Приморский край)
Кольцево́е (в 2001—2011 годах Кольцевой) — посёлок в Дальнереченском городском округе Приморского края..

## География
Кольцевое расположено к югу от Дальнереченска, находится на автодороге местного значения между селом Лазо и пос. Филино.
Расстояние до Лазо около 6 км.
Расстояние до Филино и автотрассы «Уссури» около 4 км.
На запад от Кольцевого идёт дорога к селу Грушевое.

## История
До 1972 года село носило китайское название Себучар. Пограничный конфликт на острове Даманский побудил к массовому переименованию в Приморском крае.
С 1972 года Кольцевое.
На 1989 год в посёлке дислоцировался 122-й танковый полк (в/ч 86648), 1135-й зенитный ракетный полк (в/ч 48396) и 201-й отдельный медицинский батальон (в/ч 52487) 135-й мотострелковой дивизии 15-й ОА.
С 2001 — посёлок Кольцевой.
С 2011 года — посёлок Кольцевое.

## Население
| 2002 | 2010 |
| ---- | ---- |
| 712  | ↘301 |

2025
0

## Экономика
Жители занимаются сельским хозяйством.Была расположена в.ч. 48396 1135 ЗРП 